# Иодид платины(IV)
Иодид платины(IV) — неорганическое соединение, 
соль металла платины и иодистоводородной кислоты 
с формулой PtI4,
тёмно-коричневые кристаллы,
не растворяется в воде.

## Получение
- Действие иода на платину:

{\displaystyle {\mathsf {Pt+2I_{2}\ {\xrightarrow {T}}\ PtI_{4}}}}
- Разложением гексайодоплатиновой (IV) кислоты:

{\displaystyle {\mathsf {H_{2}[PtI_{6}]\ {\xrightarrow {80^{o}C}}\ PtI_{4}+2HI}}}

## Физические свойства
Иодид платины(IV) образует тёмно-коричневые кристаллы нескольких модификаций:
- α-PtI4, ромбическая сингония, пространственная группа P bca, параметры ячейки a = 1,290 нм, b = 1,564 нм, c = 0,690 нм, Z = 8;
- β-PtI4, кубическая сингония, пространственная группа P m3m, параметры ячейки a = 0,56 нм, Z = 1;
- γ-PtI4, тетрагональная сингония, пространственная группа I 41/a, параметры ячейки a = 0,677 нм, c = 3,110 нм, Z = 8.

Не растворяется в воде, растворяется в иодистоводородной кислоте.

## Химические свойства
- Разлагается при нагревании:

{\displaystyle {\mathsf {PtI_{4}\ {\xrightarrow {T}}\ Pt+2I_{2}}}}
- При растворении в иодистоводородной кислоте образует гексаиодоплатинат(IV) водорода:

{\displaystyle {\mathsf {PtI_{4}+2HI\ {\xrightarrow {}}\ H_{2}[PtI_{6}]}}}